# Ouvèze (Ardèche)
Pour les articles homonymes, voir Ouvèze (homonymie).
L'Ouvèze est une rivière du département français de l'Ardèche, affluent du Rhône (code générique : V4300500).

## Hydrographie

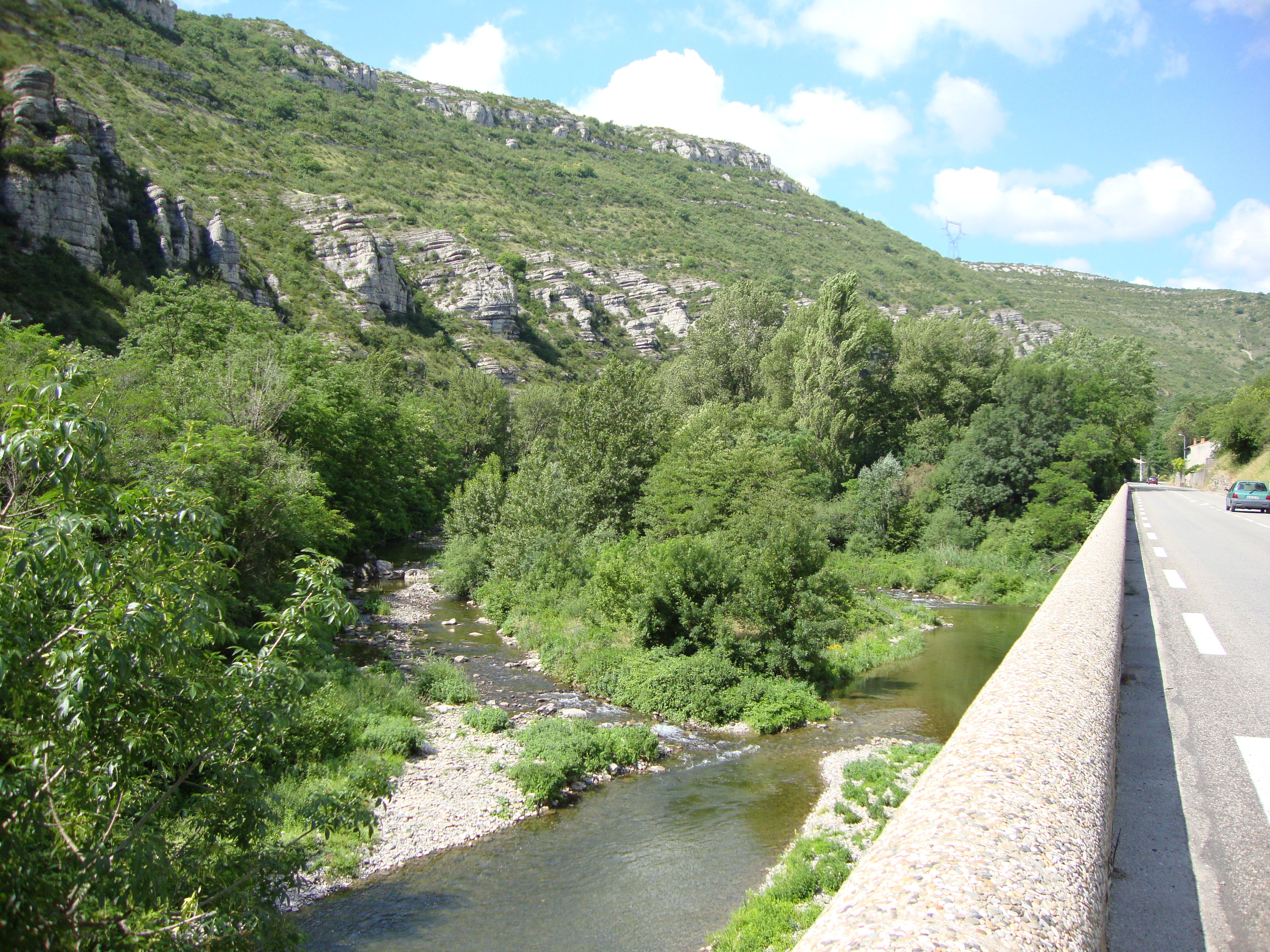
La vallée de l'Ouvèze au Pouzin.

Longue de 27,3 km, l'Ouvèze prend sa source sur la commune de Saint-Priest, au col de l'Escrinet à 700 m d'altitude. Elle arrose Privas, préfecture de l'Ardèche, Coux, Flaviac et Saint-Julien-en-Saint-Alban et conflue avec le Rhône en rive droite au Pouzin à 92 m d'altitude.

### Récapitulatif des affluents
Son principal affluent est le Mézayon, une rivière de 13 kilomètres, qui conflue à Coux en rive gauche. La source du Verdus alimente la ville de Privas en eau potable.

## Hydrologie

### Crues et étiages
À terme, un plan de sauvegarde des populations riveraines doit être mis en place, dans le cadre du projet de contrat de rivière : un système d'alerte précipitations couplé avec des points de récolte des données sur l'Ouvèze et le Mézayon. Chaque mairie disposera d'un système d'alerte gradué.
Les crues caractéristiques au droit du Pouzin sont Q10 = 400 m3/s, Q100 = 700 m3/s et Q1000 = 950 m3/s.
Depuis le début du XXe siècle
- 1907 : 850 m3/s à Pouzin
- 1960 : 600 m3/s à Pouzin
- 1967 : 700 m3/s à Pouzin
- 1968 : 600 m3/s à Pouzin
- 2003 : le 3 décembre 570 m3/s à Pouzin
- 2014 : le 4 novembre 193 m3/s à Pouzin

## Écologie du cours d'eau
Dans le cadre du projet de contrat de rivière, un effort de restauration de la qualité écologique de la rivière est prévu: reconstitution du lit naturel, encouragement de la reconstitution de gravières et de limons, en particulier dans les secteurs où le substratum est à nu. Celle-ci doit passer par un soutien d'un débit minimum nécessaire à la vie en période estivale (étiage). Sur la partie avale (de Privas à la confluence avec le Rhône) l'intervention violente de l'homme dans les années 1970 sur la morphologie du lit a mis à nu le substratum (marnes gélives) qui accumule de la chaleur et agit comme un puissant "radiateur" réchauffant la mince lame s'écoulant dans le lit mineur l'été, ce qui a pour conséquence de produire une violente eutrophisation asphyxiant la biocénose aquatique du cours d'eau.

## Histoire
Dans les années 1850, l'homme a colonisé les pentes du bassin de l'Ouvèze avec une activité agricole forte. La surexploitation du milieu fragile et la surpopulation relative entraîna l'exode rural temporaire de la fin du XIXe siècle.
Au XXe siècle, les contraintes liées à ces milieux de moyenne montagne empêchent le développement d'une agriculture intensive et mécanisée. La déprise agricole se fait alors sentir au niveau du paysage avec l'enfrichement des terrains agricoles abandonnés accompagné d'une extension des landes à genêts.

## Économie

### La ressource
Rivière au débit modeste, l'Ouvèze n'en est pas moins essentielle pour l'agglomération privadoise. Le volume d'eau prélevé chaque année est estimé à 2,2 millions de mètres cubes, prélèvements dans les nappes de la rivière compris. 75 % de cette eau est réservé à l'usage individuel, 20 % à l'usage industriel, et 5 % à l'irrigation.

## Le contrat de rivière
Le projet de contrat de rivière pour l'Ouvèze lancé en 200 par Michel Gaignier  alors maire-adjoint de Privas et président du syndicat Ouvèze Vive progresse très lentement. Il a été finalement signé dans le premier trimestre 2009. Il est prévu qu'il coordonne les actions de l'État, du syndicat Ouvèze Vive, du syndicat Ouvèze Payre, de l'Agence de l'eau, du Syndicat des Eaux du Bassin de Privas (SEBP).
Trois objectifs principaux sont mis en avant et financés :
- L'amélioration qualitative et quantitative de l'eau (2.8 millions d'euros), dont 1/3 est réservé à la réalisation de la nouvelle station d'épuration de Le Pouzin ;
- La dynamique des berges (4,7 millions d'euros) ;
- Les actions de sensibilisation de la population (1 million d'euros).

À la suite de cette signature officielle entre les syndicats, l'État, le Conseil régional, le Conseil général et l'Agence de l'eau du Contrat de Rivière, le syndicat Ouvèze Vive devait fusionner avec la communauté de communes Rhône-Vallée, à la fin du premier semestre 2009. Finalement, ce ne sera le cas que le 1er janvier 2013.
Parallèlement, il existe tout un programme dont le but est de remettre l'eau des différentes sources du secteur de Privas dans la rivière qui, à ce jour, sont en très grande partie captées pour les besoins de la population. En effet, des travaux sont en cours, à l'initiative du syndicat intercommunal Ouvèze Payre. Ce dernier compte aller pomper l'eau dans la nappe phréatique de la toute proche rivière Drôme. L'eau sera mise en commun avec les autres pompages du syndicat puis acheminée par pompes en haut du massif des Grads. Cette montagne sépare les vallées de l'Ouvèze et de la Payre et c'est depuis sa crête que, par gravitation, toutes les communes des deux vallées seront alimentées afin d'assurer leurs ressources. Le syndicat chargé de l'eau potable dans le secteur de Privas va, d'ici 2013, venir s'y connecter. Voilà qui lui permettra donc de laisser plus souvent ses sources se déverser dans l'Ouvèze, assurant de fait une meilleure préservation de son environnement en été, quand elle en a le plus besoin.

## Sources
- Dossier : Étude de l'interaction entre dynamique paysagère et sociale. Exemple du bassin versant de l'Ouvèze (Ardèche, France), Lemperière Guy, Léonard Monique, Bouasria Abdérrahim, Fleury Sébastien, Robinet Nicolas, Montagnes Méditerranéennes, no 21 - 2005, p. 6 - 44, à propos de la déprise agricole et de ses conséquences.